# Flirt
Pour les articles homonymes, voir Flirt (homonymie).

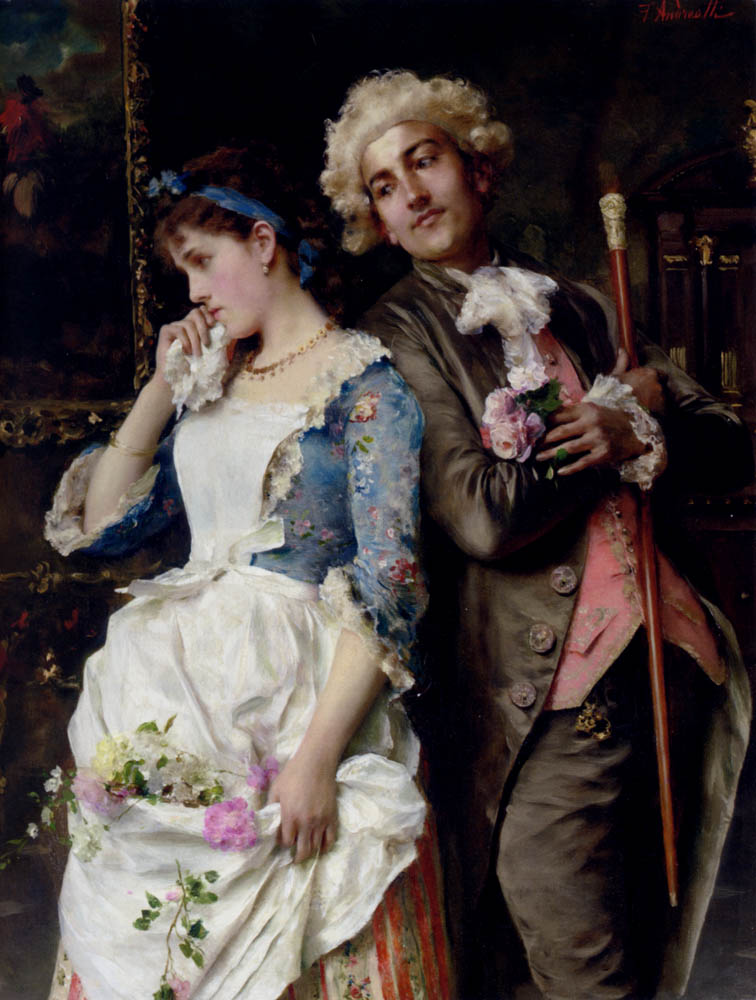
Federico Andreotti - Le soupirant insistant

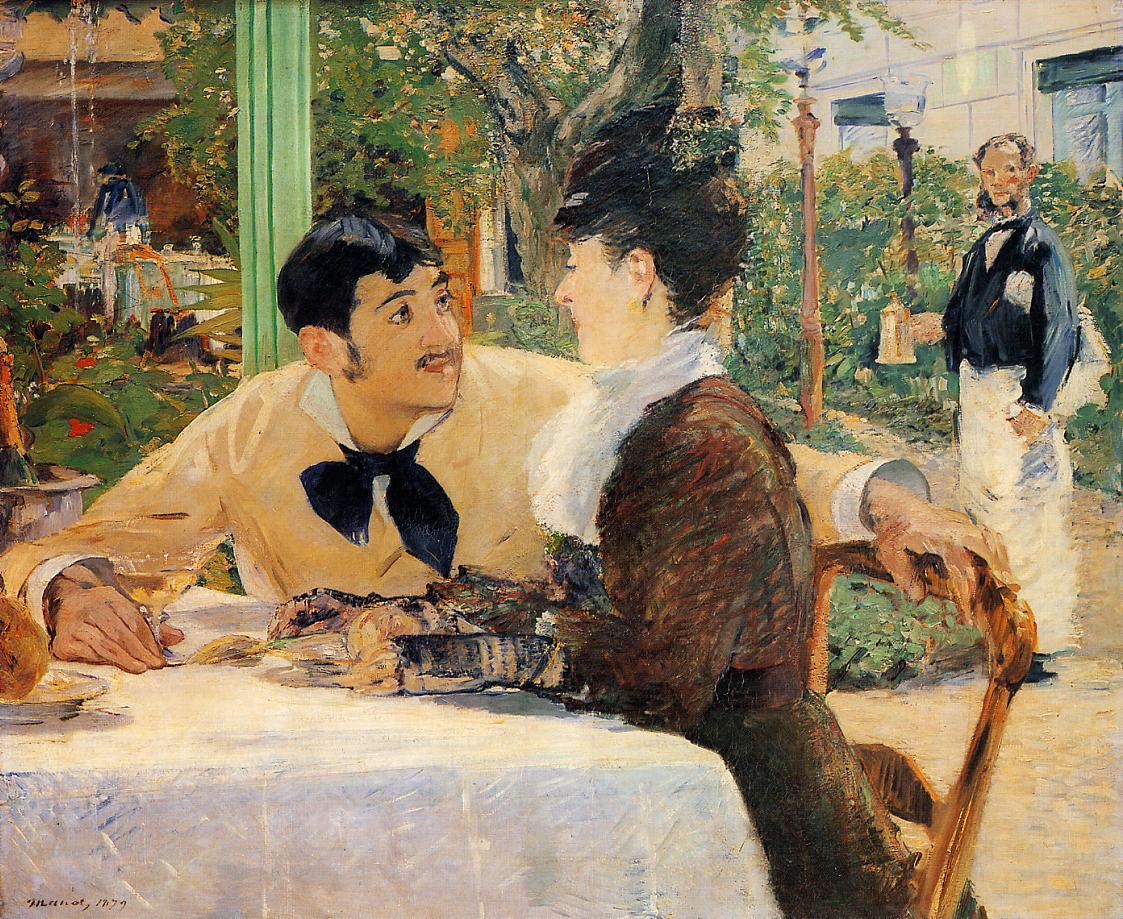
Flirt d'Édouard Manet.

En français, le terme de flirt renvoie à une relation amoureuse empreinte de légèreté, dénuée de sentiments profonds. Le terme anglais, lui, est plus large, et désigne notamment une conversation informelle qui peut précéder une relation : c'est ce qu'on nomme un peu familièrement la drague avec une touche romantique ou de façon plus désuète le badinage. Dans le flirt compris en ce sens, le langage corporel est primordial. C'est un moyen pour rompre la glace avec un inconnu et peut-être s'engager dans une relation d'amitié ou d'amour durable. Le flirt ou marivaudage est un jeu pour traiter des choses sérieuses comme l'attraction sexuelle, non pas pour montrer à l'autre qui l'on est mais plutôt combien l'on peut être agréable, sympathique, lorsqu'on s'en donne la peine.

## Étymologie
Une étymologie populaire (reprise par Bernard Cerquiglini à partir de « compter fleurette ») répandue fait dériver le mot anglais du vieux français conter fleurette, en référence à l'effeuillage d'une fleur, passé en anglais et revenu par la suite depuis la langue anglaise. Il existait en effet un verbe « fleureter » en français, et l'on relève l'usage de « fleurette » comme petits compliments d'amour aussi loin qu'en 1484.

## Aspects culturels

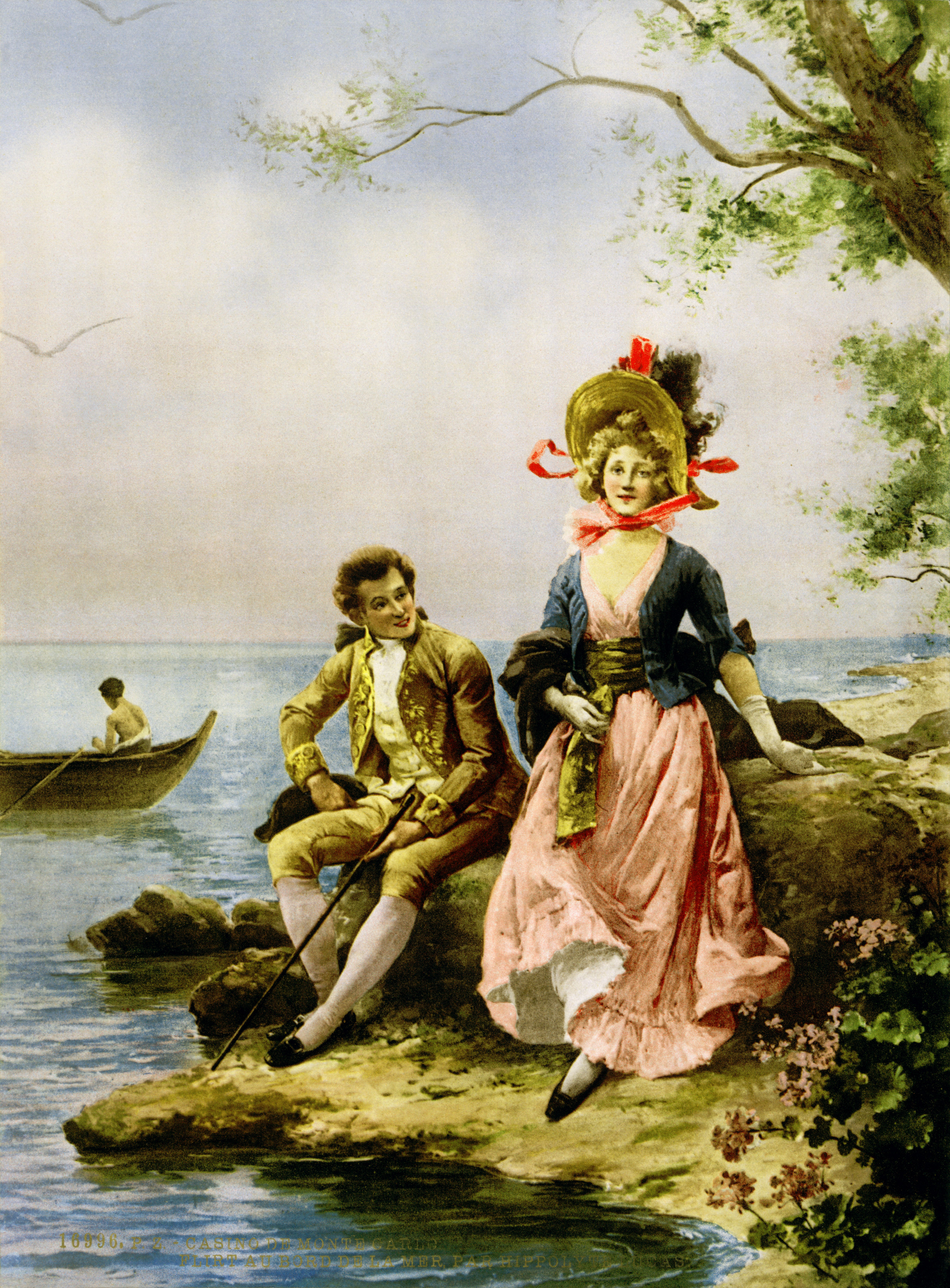
Flirt au bord de la mer par Marie-Félix Hippolyte-Lucas.

Le flirt compris comme un « badinage » varie selon les cultures. Par exemple, dans certaines sociétés occidentales, le regard est une stratégie de séduction. Dans ces cultures, on dit qu'un regard signifie un million de choses. Cependant, le regard peut avoir une signification différente dans les pays asiatiques. Dans ces pays, les hommes peuvent observer les femmes, mais ces dernières peuvent avoir des problèmes si elles retournent le regard. Cet acte peut signifier qu'elles seraient intéressées par des rapports sexuels plutôt qu'un simple flirt. Néanmoins, les femmes japonaises ou chinoises ne peuvent esquisser un regard vers les hommes car ce serait considéré comme grossier et irrespectueux.
La distance entre deux individus est importante dans le flirt. Dans les pays méditerranéens, des individus peuvent se sentir à l'aise lorsqu'ils se sentent proches physiquement tandis que dans les pays nord-européens ils se sentent plus à l'aise lorsqu'ils se sentent distants. Toucher, en particulier les mains ou les bras, fait partie du flirt.
Au Japon, la drague de rue et dans les lieux publics est connue sous le nom de Nanpa.